# Clotário de Kent

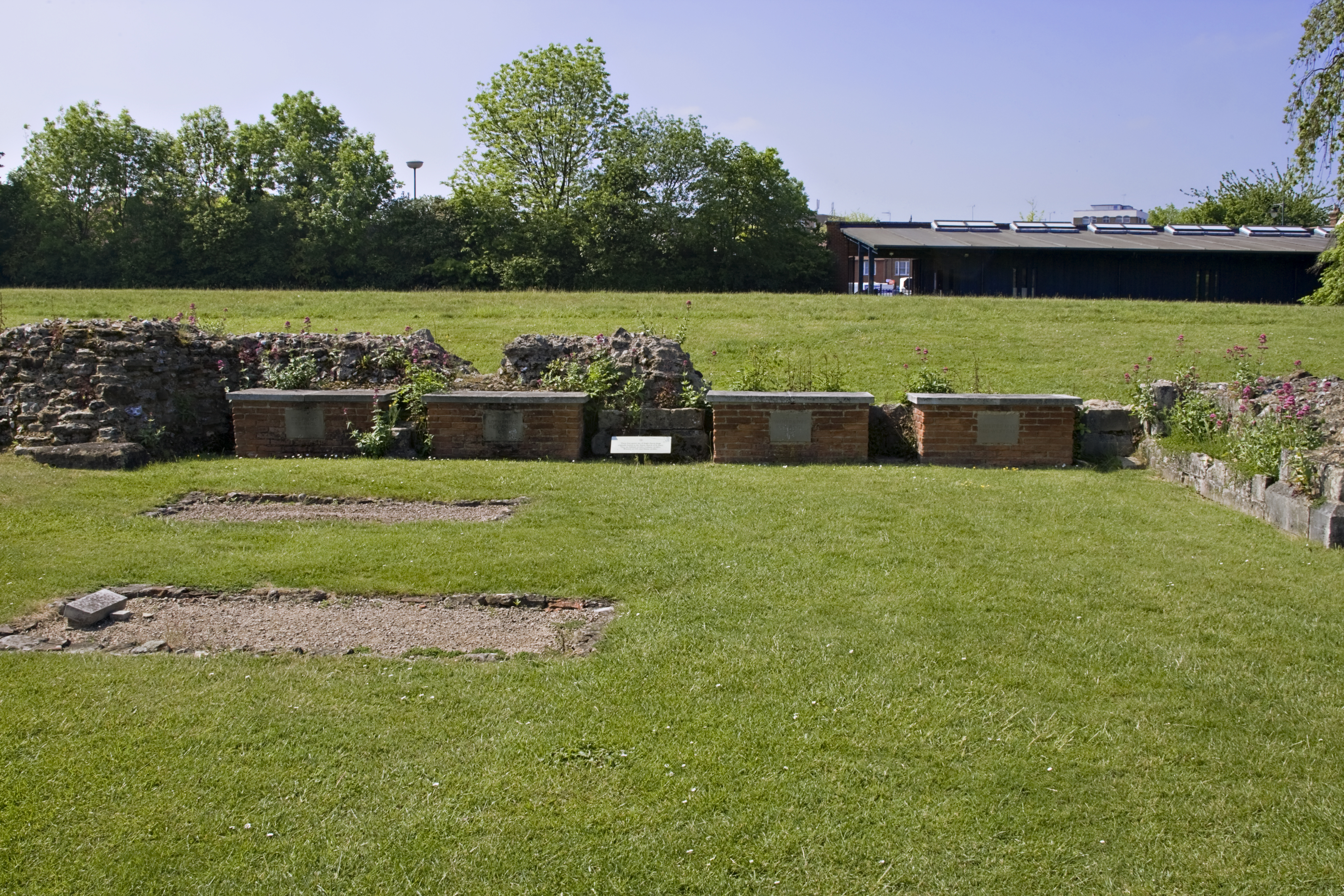
Túmulo na Abadia de Santo Agostinho na Cantuária. A de Clotário é a segunda da esquerda.

Clotário (em inglês: Clotair; em inglês antigo: Hlothhere; falecido em 6 de fevereiro de 685) foi um rei de Câncio, que governou de 673 a 685. Ele sucedeu a seu irmão Egberto I em 673. Ele pode ter entrado em conflito com Mércia, já que em 676 o rei mércio Etelredo invadiu Câncio e causou grande destruição; segundo Beda, até mesmo igrejas e mosteiros foram destruídos, sendo que o povoado de Rochester foi completamente destruído.
O reinado de Clotário, no entanto, sobreviveu à matança. Parece que ele governou, por algum tempo, em conjunto com seu sobrinho Edrico, filho de Egberto, já que existiu um código de leis assinados pelos dois. Em 685, Edrico partiu para o exílio e liderou uma invasão do reino de Sussex contra Clotário; Clotário foi derrotado e morreu das feridas conquistadas no campo de batalha.
As informações acima derivam de Beda, mas Clotário é o primeiro rei de Câncio cujas cartas originais ainda sobrevivem. Uma delas  é datada de 1° de abril de 675, durante o primeiro ano do reinado de Clotário, o que entra em conflito com a data de ascensão atribuída a ele por Beda. Outras duas cartas atribuídas a Clotário, parecem ser cópias alteradas de cartas de Suebardo e Suebardo. Um código de leis, a Lei de Clotário e Eadrico, foi escrito por ele e seu sucessor Eadrico.